# Marc Hauser (fotograf)
Marc Hauser (25. září 1952 – 30. prosince 2018) byl americký portrétní fotograf z Chicaga. Fotografoval celebrity jako Woody Allen, John Belushi, Eric Clapton, Cindy Crawford, Mick Jagger, Michael Jordan, Sophia Lorenová, Oprah, Dolly Parton nebo Dennis Rodman. Nafotil také obal alba Johna Mellencampa Scarecrow.

## Životopis
Hauser vyrostl ve Wilmette a navštěvoval New Trier High School.